# Cesare Mattei
Hrabě Cesare Mattei, též César Mattei (11. ledna 1809, Bologna, Itálie – 3. dubna 1896) byl italský šlechtic, spisovatel, politik, homeopat a známý léčitel 19. století. Je zakladatelem elektrohomeopatie.

## Život
Vyrůstal v bohaté rodině ve Ferraře a byl původně politikem. Nejdříve prováděl svá léčení doma, později se jim věnoval v nemocnici sv. Terezy v Římě. Založil si své vlastní léčebné centrum v jeho nově postaveném zámku Rocchetta Mattei v Grizzana Morandi v Bologni. Na svém zámku léčil pomocí elektrohomeopatie mnoho vysoce postavených lidí své doby (ruského cara Alexandra II. a bavorského krále Ludvíka II.). Po jeho smrti s jeho výzkumy pokračoval jeho adoptivní syn Mario Venturoli. V Německu na jeho práci navazoval Theodor Krauß.

## Dílo
- Vade Mecum der Electro Homöopathie: oder kurze Anleitung für einen Jeden, welcher sich selbst vermittelst der Electro-Homöopathie kuriren will (1898)